# Ильк, Бертольд Карлович
Бертольд Карлович Ильк (урождённый Бруно Карлович Гюнзберг; 1896 — 1937) — советский разведчик, резидент в Веймарской республике, старший лейтенант государственной безопасности. Брат советского разведчика М. В. Уманского.

## Биография
Родился в еврейской семье, окончил гимназию, получил незаконченное высшее образование учась в Экспортной академии в Вене, юрист. Владел русским, польским, английским и немецким языками. В 1919 вступил в коммунистическую партию Галиции, в 1920 в коммунистическую партию Австрии и перешёл на подпольную партийную работу. В начале 1921 был арестован в Германии за принадлежность к коммунистической партии и отсутствие вида на жительство, но вскоре был выпущен. В 1925 арестован в Венгрии, через год совершил побег и перебрался в СССР. В июне 1926 года стал сотрудником советской внешней разведки ОГПУ. Направлен организовать первую в истории советской внешней разведки нелегальную резидентуру, которая будет способна вести разведывательную работу в нескольких странах, в своеобразном «треугольнике»: Балканы (Белград, София, Бухарест), (Варшава, Прибалтика, Хельсинки), (Париж, Лондон и некоторые сопредельные страны), с центром «треугольника» в Берлине. Действовал в Гамбурге под именем Давида Фукса, совладельца фабрики игрушек. После ряда провалов в работе агентурной сети за 1931-1932 годы, в феврале 1933 отозван в СССР. По возвращении продолжил работу в органах государственной безопасности, член ВКП(б), начальник 10-го отделения 5-го отдела ГУГБ НКВД СССР. С 19 января 1937 работал заместителем начальника 3-го отдела УГБ УНКВД по Сталинградской области. Арестован 28 апреля 1937. 19 июня 1937 осуждён к ВМН в особом порядке комиссией народного комиссара Н. И. Ежова (НКВД СССР), Прокурора СССР А. Я. Вышинского (Прокуратура СССР) и председателя Военной коллегии Верховного суда В. В. Ульриха (ВКВС СССР). Расстрелян на следующий день на территории Донского кладбища в Москве. Реабилитирован посмертно 30 октября 1958 военным трибуналом Московского военного округа.

### Звания
- старший лейтенант государственной безопасности (5 декабря 1935).

### Награды
- знак Почётный сотрудник госбезопасности (V).